# Lorenzo de Zavala
Manuel Lorenzo Justiniano de Zavala y Sáenz (Tecoh, 1788. október 3. – Austin, 1836. november 15.) egy mexikói politikus volt, aki kezdetben Mexikó függetlenségéért harcolt, később volt México állam kormányzója és az ország gazdasági minisztere is, valamint támogatta Yucatán és Texas önállóságát: a Texasi Köztársaság kikiáltása után az új állam első alelnökeként is tevékenykedett. Texas Mexikótól való elszakadásáért folytatott küzdelme miatt a texasiak hősként tisztelik, míg a mexikóiak hazaárulónak tartják, mexikói állampolgárságától is megfosztották.

## Élete
1788-ban született Anastasio de Zavala és María Bárbara Sáenz gyermekeként, Yucatánban, azon belül valószínűleg Tecohban, de vannak, akik szerint Méridában vagy Conkalban. Alapfokú tanulmányai után Méridában, a Seminario Conciliar de San Ildefonso iskolában tanult teológiát, ahol kiemelkedően teljesített. A korszak legnevesebb tanárai közé tartozó Diego O’Horantól és Pablo Morenótól is tanult, előbbitől latin nyelvtant, utóbbitól filozófiát. Racionalizmusával időnként kissé felkavarta az iskola rendjét, például amikor egyszer egy tanára azt kérdezte tőle, hogy tagadja-e Szent Tamás felsőbbrendűségét, azt válaszolta: „Miért ne? Szent Tamás, ahogy ön vagy én, szintén ember volt, ezáltal ki volt téve a tévedés lehetőségének.” Mindezek ellenére 1807-ben elvégezte a teológiát.
Nem lett belőle pap, és Mexikóvárosba sem ment tanulni, mivel 1810-ben kitört a mexikói függetlenségi háború. Yucatánban csatlakozott a Vicente María Velázquez által szervezett sanjuanista mozgalomhoz, amelynek számos tagja a függetlenségi harc jeles alakjává vált. Zavala, hogy a sanjuanisták nézeteit terjessze, megalapította Yucatán első újságját, majd 1813-tól az El Aristarco Universal egyik fő szerkesztőjévé vált. Később megalapította az El Redactor és az El Filósofo című lapokat is.
1813. július 25-én a yucatáni cenzúra-junta tagjává választották. 1814-ben, a cádizi alkotmány visszavonásakor a kormány üldözőbe vette a sanjuanistákat, és közülük többeket letartóztattatott és börtönbe záratott. Zavalát is elfogták, és a veracruzi San Juan de Ulúa-erődbe zárták, ahonnan 1817-ben szabadult. Fogsága idején orvosi ismereteket szerzett és angolul is tanult. Visszatért Yucatánba, ahol 1818-ban megalapította a Confederación Patriótica („Hazafias Konföderáció”) nevű szervezetet, amely azt hirdette, hogy a hatalom a népé, amelynek jogában áll az addigi uralkodókat akár el is mozdítani helyükről. A csoportnak sikerült az állam kormányzói székébe juttatnia Miguel de Castro y Aráozt, majd Yucatán függetlenségéért kezdtek küzdeni. Ez azonban nem sikerült, ezért inkább a sanjuanista szervezetet élesztette fel, 1820-ban pedig elindította az El Hispano-Americano című újságot.
Ezután Zavalát a spanyol országgyűlés tagjává választották: Madridban tette magáévá azt az eszmét, amely szerint az amerikai országoknak úgy kell függetlenné válniuk, hogy államformájuk monarchia legyen, az uralkodót pedig spanyol hercegek közül válasszák. 1822-ben támogatta, hogy Alfonso Mancilla de Ternelt „III. Moctezuma” néven császárrá koronázzák, ám az új „uralkodó” hiába nevezte ki Zavalát univerzális miniszterévé, a valóságban nem tudta gyakorolni a hatalmát. Az előző évben befejeződött függetlenségi háború nyomán egy Agustín de Iturbide vezette régensség irányította Mexikót, majd Iturbidét I. Ágoston néven császárrá koronázták. Ő is elismerte Zavala érdemeit, akit az első kongresszus képviselőjévé is kineveztek. Ám Zavala hamarosan eltávolodott a császártól, és a kongresszus átalakítását kezdte tervezni. Többek között ez is hozzájárult, hogy Ágoston feloszlassa a kongresszust és egy új juntát hozzon létre helyette. Ez sem békítette meg Zavalát, aki ahhoz a föderalista mozgalomhoz csatlakozott, amely az ország számos részén, köztük Yucatánban is hamarosan győzedelmeskedett.
1824-ben, a császár bukása után újjáalakult az alkotmányozó kongresszus, amelynek elnöke Zavala lett, sőt, ő írta az új alkotmány bevezetőjét is. Ezután először yucatáni szenátor lett, majd 1827. március 8-tól México szövetségi állam kormányzója. Tiltakozott a spanyolok erőszakos kitelepítése ellen, ezért még saját párttársaival is szembe került, a földbirtoklás kérdésében kitörő viták miatt pedig saját felmentését is kérvényezte. Ő alapította meg az első szabadkőműves páholyt Yucatán területén Reunión a la Virtud No. 9. néven 1917-ben. 1826-ban Miguel Ramos Arizpével és Joel Roberts Poinsettel együtt bevezette a mexikói szabadkőművességbe az ún. York-rítust, amely az arisztokratikusabb, de régóta elterjedt Skót-rítussal kelt versenyre. A rítusok közti vitában Zavala többek között a Correo de la Federación című lapot is felhasználta saját álláspontjuk terjesztésére, amely miatt megvádolták rituális titkok elárulásával[forrás?]. Később az Independencia No. 454 páholy vezetője lett. Csatlakozott az 1828. november 30-án induló mozgalomhoz, amely végül az Acordada-felkeléshez vezetett, és amelynek célja Manuel Gómez Pedraza elnökké választásának megakadályozása volt. 1829-ben a yorkista (yorkino, azaz York-rítust követő szabadkőműves) Vicente Guerrero került az elnöki székbe, mellette április 16-tól október 1-ig Zavala volt a gazdasági miniszter. Az évente 1000 peso fölötti jövedelmekre 5% közvetlen adót vetett ki, amivel a dolgozó középosztály egy részének haragját is kiváltotta.
1829 végén a déli országrészben felerősödtek a Campeche és Yucatán függetlenségét kívánó mozgalmak. Zavalát bízták meg azzal, hogy helyiként próbálja meggyőzni őket a szövetségben maradásról, ám amikor megérkezett, letartóztatták és hajón Veracruzba szállították. Itt értesült arról, hogy a Guerrero-kormány bukásra áll, ezért úgy döntött, az Amerikai Egyesült Államokba, majd Európába hajózik. Itt Párizsban telepedett le, de meglátogatta Angliát, Skóciát, Hollandiát, Belgiumot, Németországot, Svájcot és Olaszországot is. Európában írta egyik legjelentősebb művét, az 1808 és 1830 közötti mexikói felkelések történetét feldolgozó Ensayo histórico de las revoluciones de México desde 1808 hasta 1830 című könyvet, amely 1831-ben jelent meg Párizsban.
Eközben Mexikóban megváltozott a politikai helyzet, ezért 1832-ben hazatért, és újból elfoglalta México állam kormányzói székét, majd 1833-ban ismét Yucatán képviselője lett. Valentín Gómez Farías ideiglenes kormányzása alatt Zavala azt javasolta, hogy adósságtörlesztés céljából az egyházi javakat államosítsák, és szorgalmazta, hogy szüntessék meg az egyház és a hadsereg beleszólását az ország kormányzásába. Sürgette a szabad vallásgyakorlás megteremtésének lehetőségét, szorgalmazta a mezőgazdasági termelők egyházitized-fizetési kötelezettségének eltörlését és az egyház oktatási monopóliumának leépítését, a régi egyetem bezárása mellett foglalt állást, és egy nemzeti hadsereg felállításával egy időben fel kívánta oszlattatni azokat a katonai egységeket, amelyek fellázadtak a kormány ellen. Az egyház és a katonák befolyása azonban akkora volt, hogy sikerült megdönteniük a Gómez Farías-kormányt. 1833 végén Zavalát párizsi nagykövetté nevezték ki, ám erről a tisztségről hamarosan lemondott, és az akkor még Mexikóhoz tartozó Texasban telepedett le.
1835 nyarán Antonio López de Santa Anna kormánya elleni tiltakozásul a texasi függetlenséget kezdte támogatni, majd hamarosan a mozgalom élére is állt. Úgy vélte, ha Santa Anna katonákat küld Texasba, a barátságtalan környezet és nem utolsósorban a vele szemben barátságtalan helyiek, valamint az „amerikai kitartás” végezni fognak velük. Kijelentette, hogy szerinte „Santa Anna jobban fél Texastól, mint az ország bármely más részétől, mivel ösztönei azt súgják neki, hogy innen fog kiindulni a bukása.”
A texasi telepesek Zavalát megválasztották a San Felipe-i konvent pénzügyi bizottságának tagjának is, ahol egyik első javaslata az volt, hogy nevezzenek ki vámtisztviselőket, akik az USA hivatalos tarifáinak megfelelően tevékenykednek majd. Állítólag novemberben ő rajzolta le először azt a zászlót, amely azóta is Texas állam hivatalos jelképének számít. A konvent végül 1835. november 7-én kimondta, hogy Texas háborúban áll a Mexikói Köztársasággal, 1836. március 2-án pedig kikiáltották a függetlenséget. Az új állam elnökévé David G. Burnetet, alelnökévé Lorenzo de Zavalát választották, akik között azonban számos vita zajlott le az új politikai berendezkedés jövőjét illetően, ezért Zavala többször is felajánlotta lemondását, ám ezt eleinte nem fogadták el. 1836. május 14-én, amikor Santa Anna a texasiak foglyaként aláírta a velascói szerződést, tolmácsként Zavala is jelen volt.
Október 17-én, újabb lemondási ajánlatát elfogadva, Mirabeau B. Lamart nevezték ki alelnökké. Ekkorra egészségi állapota már jelentősen leromlott: amellett, hogy maláriában is szenvedett, egy alkalommal, amikor Buffalo Bayou közelében egy folyón próbált átkelni, csónakja felborult, és a partra úszva a hideg szél hatására tüdőgyulladást is kapott. 1836. november 15-én hunyt el Austinban.
Míg a mexikóiak hazaárulónak tartják, és állampolgárságától is megfosztották, addig Texasban tisztelet övezi. Róla nevezték el például az állam Zavala megyéjét.